# Atrichopogon remigatus
Atrichopogon remigatus är en tvåvingeart som först beskrevs av Ewen och Saunders 1958.  Atrichopogon remigatus ingår i släktet Atrichopogon och familjen svidknott. Inga underarter finns listade i Catalogue of Life.